# Konstancia antiochiai fejedelemnő
Konstancia antiochiai fejedelemnő (1128–1163) Aliz jeruzsálemi hercegnő és II. Bohemund antiochiai fejedelem lánya, Châtillon Anna magyar királyné édesanyja.

## Gyermekkora
Konstancia 1128-ban született, Aliz jeruzsálemi hercegnő és II. Bohemund antiochiai fejedelem egyetlen lányaként. Anyja, Aliz, II. Balduin jeruzsálemi király második lányaként látta meg a napvilágot. Nagynénje volt Melisenda, jeruzsálemi királynő, aki rendkívül szoros kapcsolatot ápolt Alizzal és a két testvérével.
Édesapját nem ismerhette, miután Bohemund 1130-ban elesett egy ütközetben, ezzel pedig Konstancia megörökölte a fejedelmi címet. Az Antiochiai Fejedelemség hagyományosan a Jeruzsálemi Királyság hűbérese volt, és a jeruzsálemi király Bohemund kiskorúsága alatt már kormányozta a fejedelemséget. Édesanyja, Aliz azonban saját magának kívánta megszerezni az antiochiai trónt. A városban terjedő pletykák szerint a lányát kolostorba küldte volna, vagy hozzáadta volna egy közrendűhöz, hogy elveszítse öröklési jogát.
Az antiochiai nemesek küldöttséget menesztettek II. Balduin jeruzsálemi királyhoz, hogy vegye át a régensi feladatokat. Aliz azonban úgy döntött, hogy ellenáll, üzenetet küldött Imád ad-Dín Zangi aleppói atabégnek, felajánlva Antiochiát cserébe, ha megmarad a terület uralkodójának. A küldöttét azonban a jeruzsálemiek elfogták, Antiochia kapuit pedig a nemesek kinyitották. Aliz végül megadta magát az apja kegyelmének, aki kivégzés helyett úgy döntött, hogy a lányát száműzi Antiochiából, bár megtarthatott néhány birtokot, többek között Latakia városát.

## Uralkodása
Az antiochiai nemesek hűséget esküdtek Balduinnak és Konstanciának. A király Joscelin edesszai grófot nevezte ki régensnek. 1131-ben azonban egy hét különbséggel mindketten elhunytak. Jeruzsálemben Melisenda királynő és Fulkó jeruzsálemi király társuralkodóként léptek trónra.
Aliz nem adta fel, hogy Antiochia az övé legyen, ezért ismét megpróbálta magát régensként elismerni. Az antiochiai nemesek azonban idegenkedtek a női régens gondolatától, ezért ismét Jeruzsálemhez fordultak. Ezúttal azonban Aliz szövetségeseket is talált magának, Tripolisz grófját, Ponst, valamint II. Joscelint Edessza grófját. A szövetségesek elzárták a szárazföldi utat Fulkó elől, aki kénytelen volt a tengeren keresztül megközelíteni a várost. Fulkót az antiochiai nemesek elismerték régensnek, és Renaud Manzoir gondjaira bízta a várost. A király legyőzte az edesszai csapatokat, majd 1132–33-ban győzelmet aratott a fejedelemségre törő muszlimok felett is.
Látva azt, hogy Antiochiának szüksége van egy erős kormányzásra, férjet keresett a még mindig gyermekkorú Konstancia számára, és IX. Vilmos aquitániai herceg fiára, Rajmundra esett a választása. Döntését azonban nem hozta nyilvánosságra, mert tartott Aliz, valamint a magát Antiochia örökösének tekintő II. Roger szicíliai király beavatkozásától.
1135-ben azonban Melisenda kiharcolta, hogy a húga visszatérhessen Antiochiába. Aliz ekkor felajánlotta a lánya kezét II. Ióannész Komnénosz bizánci császár fiának, Manuélnek. A javaslata kettős célt szolgált: egyrészt szorosabbra akarta fűzni a viszonyát Bizánccal, másrészt az újdonsült menyasszonynak így el kellett volna hagynia Antiochiát, ráhagyva a várost Alizra. Amikor ez Fulkó tudomására jutott, követséget menesztett Aquitániába, hogy sürgesse Rajmund megérkezését. Rajmund álruhában utazott el a Szentföldre, nehogy a szicíliai király elfogja. Amikor 1136 áprilisában megérkezett a városba, a jeruzsálemi latin pátriárka elhitette Alizzal, hogy Rajmund valójában ővele, és nem a kilencéves lányával akar megházasodni, ezért Aliz beengedte a városba a férjjelöltet. Ám Rajmund és a társai elrabolták Konstanciát a palotából, mialatt Aliz az esküvőre készülődött, a katedrálisban pedig a pátriárka összeadta az újdonsült párt. A házasság révén Rajmund lett Antiochia fejedelme, Aliznak pedig vissza kellett vonulnia Latakiába.
1136-tól Rajmund kormányozta Antiochiát, a ránk maradt források alapján Konstanciának kevés beleszólása volt a fejedelemség kormányzásába. A második keresztes hadjárat idején 1148-ban kereste fel VII. Lajos francia király a fejedelemséget, ám nem nyújtott segítséget, miután széles körben elterjedt a pletyka, hogy Rajmund és Aquitániai Eleonóra viszonyt folytatott egymással. A király hazatért, így kényszerítve a feleségét, hogy tartson vele. Rajmund 1149. június 29-én elesett a Núr ad-Dín Mahmúd ellen vívott inabi csatában, így Konstancia megözvegyült.
Miután fia, Bohemund mindössze öt éves volt Rajmund halálakor, Konstancia régensként uralkodott Antiochiában. A fejedelemségben befolyással bíró államok azonban rá akarták venni Konstanciát a minél hamarabb megkötendő házasságra. 1150-ben III. Balduin jeruzsálemi király felkereste Antiochiát, ám a jelöltjei nem nyerték el Konstancia tetszését. 1152-ben Konstancia Tripoliszba ment, ahol a nagynénjei, Melisenda és Hodierna próbálták rábeszélni a házasságra, sikertelenül. Ugyanígy sikertelenül járt Komnénosz Mánuél bizánci császár is, aki a megözvegyült sógorát küldte el Konstanciához, ám a meglehetősen koros férfi nem nyerte el a tetszését. Türoszi Vilmos szerint Konstancia döntései mögött Aimery, Antiochia latin pátriárkája állt, aki nagy befolyásra tett szert a fejedelemségben.
Konstancia választása végül 1153-ban Châtillon Rajnaldra, egy Szíriában letelepedett francia lovagra esett. A jelentős rangkülönbség nem nyerte el mindenkinek a tetszését. A házasságot eleinte titokban tartották, mivel hiányzott III. Balduin hozzájárulása, ám a jeruzsálemi uralkodó végül beleegyezett a frigybe. Rajnald számos konfliktusban és hadjáratban vett részt, 1160-ban, vagy 1161-ben viszont fogságba esett, és csak váltságdíjért cserébe engedték volna el. A nagy összeg kifizetésére azonban évekig nem került sor, így Rajnald soha többet nem találkozott Konstanciával.
Konstancia át akarta venni a fejedelemség kormányzását, ám az antiochiai nemesek és Aimery pátriárka egy férfira kívánta bízni a feladatot. III. Balduin király a városba sietett és Aimeryt tette meg régensnek. Konstancia a bizánci császárnál, a fejedelemség névleges hűbéruránál tiltakozott a döntés ellen. (Rajmund ugyanis korábban névlegesen elismerte a császár hűbérúri jogát Antiochia felett, cserébe a katonai támogatásáért). Manuél császár megalkudott Konstanciával, hogy feleségül veszi a lányát, cserébe őt iktatja be régensnek. Balduin tudomásul vette a döntést.
1163-ban Bohemund nagykorú lett, és átvehette a fejedelemség irányítását, ám Konstancia nem kívánta átengedni a hatalmat. Az antiochiai nemesek Bohemund pártjára álltak, Konstancia viszont Kilikia bizánci kormányzójához, Konstantinosz Kalamanoszhoz, (Borisz fiához) fordult segítségért. Az antichiaiak azonban az örmény Torosz segítségével távozásra kényszerítették. Nem sokkal később elhunyt, valószínűleg Latakiában.

## Gyermekei
Első férjétől, Poitiers-i Rajmundtól:
- Bohemund, III. Bohemund néven 1163–1201 között Antiochia fejedelme
- Mária, bizánci császárné
- Philippa (1148–1178), feleségül ment II. Henfridhez, Toron urához, de előtte szeretője volt Andronikosz Komnénosznak is
- Balduin (†1176), Konstancia második fia, a müriokephalóni csatában esett el, lehetséges, hogy nem Rajmund, hanem Rajnald az apja

Második férjétől, Châtillon Rajnaldtól:
- Ágnes (1154–1184 k.), később Anna, III. Béla magyar király felesége
- Aliz, Azzo estei gróf felesége, lehetséges, hogy nem Konstancia, hanem Rajnald más felesége az édesanyja